# Zephyrarchaea marki
Zephyrarchaea marki es una especie de araña del género Zephyrarchaea, familia Archaeidae. Fue descrita científicamente por Rix & Harvey en 2012.
Habita en Australia. Los machos de la especie miden entre 2,77 y 2,79 mm de largo. La especie se conoce solo de su localidad tipo en Thistle Cove en el Cape Le Grand National Park. Se encontró en la hojarasca en un denso matorral costero de Banksia speciosa.